# Karolina Podkańska
Karolina Podkańska (ur. 9 listopada 1998) – polska koszykarka, występująca na pozycjach rzucającej lub niskiej skrzydłowej, obecnie zawodniczka Energi Krajowej Grupy Spożywczej Toruń.
Uczestniczka mistrzostw Polski U–14, U–16, U–18, U–22.

## Osiągnięcia
Drużynowe
- Mistrzyni I ligi kobiet (2017)